# Pteronotus personatus
Pteronotus personatus — вид рукокрилих родини Mormoopidae.

## Морфологічні особливості
Голова і тулуб довжиною в середньому 53.5 мм для самців і 58 мм для самиць, вага в середньому 8 мм для самців і 7 для самиць. Вид морфологічно, забарвленням та зубами нагадує Pteronotus parnellii але менший. Каріотип: 2n=38 FN=60.

## Поведінка
Харчується у значній мірі жуками-скарабеями та ін. комахами. Цей вид віддає перевагу лаштувати сідала у великих печерах, часто з кількома іншими видами кажанів.

## Поширення
Країни поширення: Беліз, Болівія, Бразилія, Колумбія, Коста-Рика, Еквадор, Сальвадор, Гватемала, Гаяна, Гондурас, Мексика, Нікарагуа, Панама, Перу, Суринам, Тринідад і Тобаго, Венесуела. Живе зазвичай нижче 400 м. над р.м. Мешкає в тропічних вологих лісах і саванах.

## Загрози та охорона
Серйозних загроз нема. Вид мешкає в природоохоронних районах по всьому ареалу.